# شبليترتارن

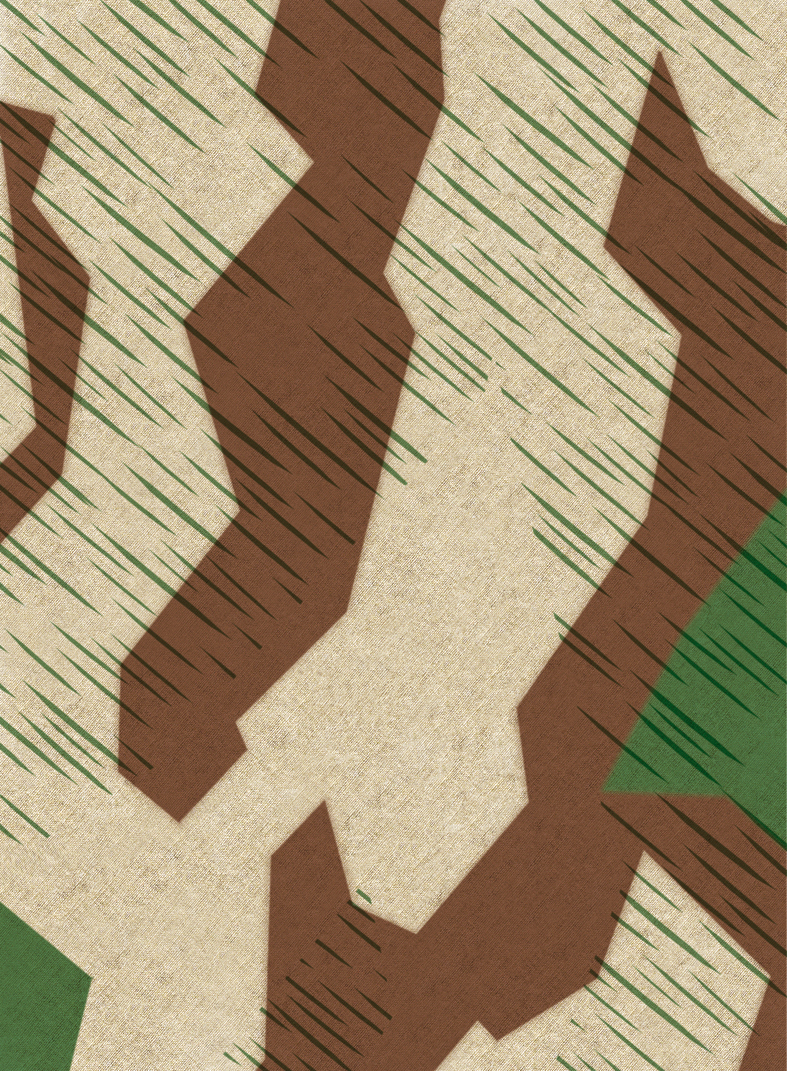
Splittertarn 31 نمط.

شبليترتارن (بالألمانية: Splittertarn) Splittertarnmuster أو Splittermuster ( نمط منشق) هو نمط مموه عسكري بأربعة ألوان طورته ألمانيا في أواخر العشرينات من القرن الماضي، وتم إصداره لأول مرة إلى الرايخويهر في عام 1931.

## سلاح الجو الألماني-Splittermuster 41

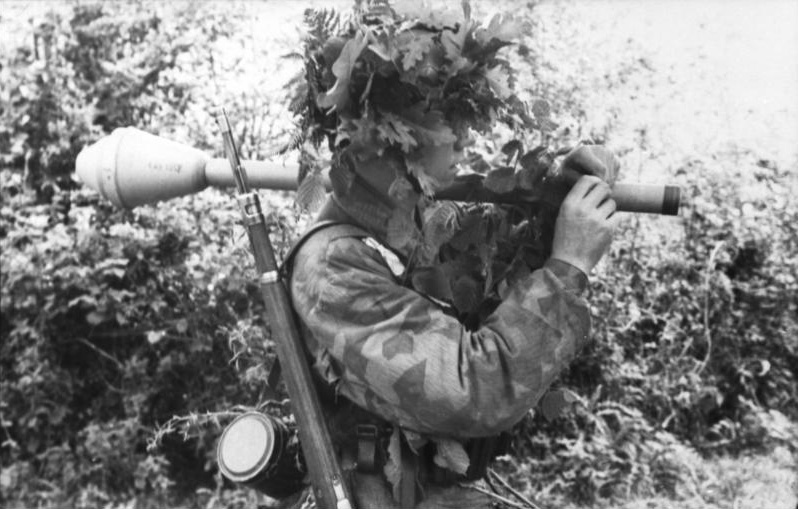
مظلي الماني يرتدي Splittermuster41

Luftwaffen-Splittermuster 41 (أيضًا: Buntfarbenaufdruck ) هي نسخة للوفتفافه ذات منشقة أصغر ونمط أكثر تعقيدًا، من المحتمل ألا تكون أقدم من عام 1941. شملت المواد الأخرى التي يتم إنتاجها باستخدام هذه المعدات أغطية خوذة التمويه وأشرطة ذخيرة وأكياس القنابل اليدوية. انتهى إنتاج التمويه في عام 1944.  